# ليريك (شلال ودشتغل)
ليريك (بالفارسية: لیریک) هي منطقة سكنية تقع في إيران في محافظة خوزستان. يقدر عدد سكانها بـ 113 نسمة بحسب إحصاء 2016.